# World Steel Association
Всесвітня асоціація виробників сталі, або Світова металургійна асоціація (англ. World Steel Association) — некомерційна організація виробників сталі зі штаб-квартирою в Брюсселі (точніше — в комуні Евер Брюссельського столичного регіону, Бельгія). До організації входить понад 160 членів, серед яких чорно-металургійні компанії (в тому числі 9 з 10 найбільших в світі), національні і регіональні металургійні союзи та дослідницькі інститути в галузі чорної металургії. Асоціацію засновано 10 липня 1967 року як Міжнародний інститут чорної металургії (International Iron and Steel Institute). З 6 жовтня 2008 року інститут було реорганізовано під сучасною назвою.

## Історія
Заснована 10 липня 1967 року як Міжнародний інститут чорної металургії (International Iron and Steel Institute). На початку до організації входило 18 членів з семи європейських країн, а також Австралії, Канади, Японії та США. У 1970-х роках до членства приєдналися компанії з Індії, Бразилії та Аргентини. В цей час асоціативним членом організації стала компанія «POSCO» (Південна Корея). У 1980-х роках асоціативними членами організації стали компанії «China Steel» (Тайвань, 1980) і «Inchon Steel» (теперішня «Hyundai», Корея, 1985). У 1994 році до організації приєдналися члени з Угорщини, Польщі, Румунії, Чехії, Словаччини, а також Словенії. У 2004 році членами організації стали п'ять найбільших металургійних підприємств Китаю — «Baosteel», група «Anshan», «Handan», «Shougang», «Wuhan» та Китайська асоціація чорної металургії. У 2006 році у Пекіні було відкрито другий офіс організації.
З 6 жовтня 2008 року Міжнародний інститут чорної металургії має сучасну назву.

## Виноски
1. ↑  Aligned ISNI and Ringgold identifiers for institutions // zenodo — 2017. — doi:10.5281/ZENODO.758080
2. ↑  https://www.lobbyfacts.eu/datacard/world-steel-association?rid=962326346394-54
3. ↑  Українські металургійні підприємства: сучасні тенденції та місце у світовому металургійному виробництві [Архівовано 4 квітня 2022 у Wayback Machine.] / Гавриш О. А., Чайковський Є. О. // Економічний вісник Національного технічного університету України «Київський політехнічний інститут». — 2016. — № 13. — С. 150—157.
4. ↑  Who we are. www.worldsteel.org. The World Steel Association. Архів оригіналу за 29 липня 2017. Процитовано липень 2017. (англ.)
5. 1 2 3  Our history. www.worldsteel.org. The World Steel Association. Архів оригіналу за 29 липня 2017. Процитовано липень 2017. (англ.)